# Clarence Profit
Clarence Profit (* 26. Juni 1912 in New York City; † 22. Oktober 1944 ebenda) war ein US-amerikanischer Jazzpianist, Bandleader und Komponist der Swingära.

## Leben und Wirken
Profit begann bereits mit drei Jahren Klavier zu spielen; als Jugendlicher trat er in verschiedenen lokalen Bands auf; mit seinem Jugendfreund Edgar Sampson war er auch in Rundfunk zu hören. Er hatte als Leiter einer zehnköpfigen Band eine Reihe von Engagements. 1930/31 entstanden mit den Teddy Bunns Washboard Serenaders erste Plattenaufnahmen für Victor. Danach leitete er ein Oktett auf Antigua, besuchte aber auch die Bermudas. 1936 kehrte er nach New York zurück, wo er mit eigenem Trio regelmäßig in den dortigen Clubs wie auch in Boston gastierte. 1939/40 nahm Profit mit seinem Trio aus Billy Moore bzw. Jimmy Shirley an der Gitarre sowie mit dem Bassisten Ben Brown für Brunswick, Decca und Columbia auf, stilistisch am Swing und etwas am Stride-Piano orientiert. Zusammen mit Edgar Sampson komponiert er das Stück „Lullaby in Rhythm“, der später durch die Coverversionen von Musikern wie Joe Albany, Dave Brubeck, June Christy, Herb Geller, Benny Goodman, Dexter Gordon, Woody Herman, Charlie Parker, Bud Powell, Lucky Thompson, Art Tatum oder Allan Vaché zu einem Jazzstandard wurde.

## Würdigung
Nach Ansicht von Leonard Feather wiesen seine vom Stride ausgehenden Aufnahmen mit ihrem harmonischen Reichtum weit in die Zukunft des Jazz. Scott Yanow bedauert, dass Profit mit seinem frühen Tod in Vergessenheit geriet, obwohl er von seinen Zeitgenossen als sehr talentierter Swingpianist hoch geschätzt wurde.

## Aufnahmen des Clarence Profit-Trios
| Aufnahmedaten       | Stücke                          | Label, Nummern |
| ------------------- | ------------------------------- | -------------- |
| 15. Februar 1939:   | There’ll Be Some Changes Made   | Brunswick 8441 |
| 15. Februar 1939:   | Tea for Two                     | Brunswick 8441 |
| 11. September 1940: | Dark Eyes                       | Decca 8527     |
| 11. September 1940: | Azure                           | Decca 8527     |
| 25. November 1939:  | Body and Soul                   | Columbia 35378 |
| 5. Januar 1940:     | I Didn’t Know What Times It was | Columbia 35378 |

## Lexikalische Einträge
- Carlo Bohländer, Karl Heinz Holler, Christian Pfarr: Reclams Jazzführer. 3., neubearbeitete und erweiterte Auflage. Reclam, Stuttgart 1989, ISBN 3-15-010355-X.
- Leonard Feather, Ira Gitler: The Biographical Encyclopedia of Jazz. Oxford University Press, New York 1999, ISBN 0-19-532000-X.
- Wolf Kampmann (Hrsg.), unter Mitarbeit von Ekkehard Jost: Reclams Jazzlexikon. Reclam, Stuttgart 2003, ISBN 3-15-010528-5.